# Trò chơi năm 1976
Trang này liệt kệ các board game, card game, wargame, miniature game, và tabletop role-playing game phát hành năm 1976.  Đối với trò chơi điện tử, xem Trò chơi điện tử năm 1976.

## Trò chơi được phát hành hoặc phát minh năm 1976
- Atlantis - 12500 B.C.
- Battle for Andromeda
- Bunnies & Burrows (trò chơi nhập vai tabletop)
- Caesar at Alesia (phiên bản thứ 2)
- Conquistador
- Cosmic Wimpout
- Dixie
- Godsfire
- Invasion America
- Metamorphosis Alpha (trò chơi nhập vai tabletop)
- Mind War
- Monsters! Monsters! (trò chơi nhập vai)
- Outreach
- Panzergruppe Guderian
- Plan Táctico y Estratégico de la Guerra
- Rift Trooper
- The Russian Campaign
- Starfaring (trò chơi nhập vai tabletop)
- Starship & Empire[1]
- Starship Troopers
- Starweb
- Terrible Swift Sword
- UFO: Game of Close Encounters
- War at Sea
- War in Europe
- War of the Ring: The Game of Middle Earth
- War of the Sky Galleons
- Warriors of the Green Planet

## Sự kiện lớn liên quan đến trò chơi năm 1976
- TSR, Inc. xuất bản số đầu tiên của tạp chí Dragon.